# Battaglia di Anchialo (708)
La battaglia di Anchialo (in bulgaro Битката при Анхиало?) fu combattuta nel 708 nei dintorni della città di Pomorie, in Bulgaria.

## Antefatti alla battaglia
Nel 705 il Khan bulgaro Tervel offrì aiuto all'imperatore Giustiniano II per riottenere il trono dopo 10 anni di esilio forzato. In segno di gratitudine, Giustiniano regalò ai bulgari un'enorme quantità d'oro, argento e seta, così come il territorio di "Zagore", zona situata fra Stara Zagora, Sliven e il Mar Nero.
Tre anni dopo, Giustiniano II riconsiderò la donazione delle terre e scelse di riportarle sotto il dominio bizantino.

## La battaglia
I bizantini raggiunsero la fortezza di Anchialo e ivi si accamparono, ignari dell'esercito bulgaro perlustrante le stesse zone. Tervel individuò l'esercito invasore e, mentre i soldati romani raccoglievano cibo, il Khan ordinò alla sua cavalleria di attaccarli mentre alla fanteria ordinò di attaccare il campo.
L'intero esercito fu distrutto e pochi riuscirono a salvarsi. Uno di questi fu l'imperatore che fuggì a Costantinopoli con una nave.

## Conseguenze
Le nuove conquiste territoriali furono controllate dai bulgari per i secoli successivi. Nel 711 un colpo di Stato costrinse l'imperatore Giustiniano II a cercare alleati e sostenitori. Tervel gli offrì 3 000 soldati, che furono risparmiati dal nuovo imperatore rispedendoli in Bulgaria.